# Rolex Paris Masters 2021
Rolex Paris Masters 2021 là một giải quần vợt chuyên nghiệp thi đấu trên mặt sân cứng trong nhà. Đây là lần thứ 49 giải đấu được tổ chức, và là một phần của Masters 1000 trong ATP Tour 2021. Giải đấu diễn ra tại Palais omnisports de Paris-Bercy ở Paris, Pháp, từ ngày 1 đến ngày 7 tháng 11 năm 2021.

## Nội dung đơn

### Hạt giống
Dưới đây là những tay vợt được xếp loại hạt giống. Hạt giống dựa trên bảng xếp hạng ATP vào ngày 25 tháng 10 năm 2021. Xếp hạng và điểm trước vào ngày 1 tháng 11 năm 2021.
| Hạt giống | Xếp hạng | Tay vợt               | Điểm trước | Điểm ATP Finals 2019 hoặc 2020 | Điểm bảo vệ (hoặc kết quả tốt nhất lần 19) | Điểm thắng | Điểm sau | Thực trạng                               |
| --------- | -------- | --------------------- | ---------- | ------------------------------ | ------------------------------------------ | ---------- | -------- | ---------------------------------------- |
| 1         | 1        | Novak Djokovic        | 10,340     | 400                            | 0                                          | 1,000      | 10,940   | Vô địch, đánh bại Daniil Medvedev [2]    |
| 2         | 2        | Daniil Medvedev       | 9,540      | 1,500                          | 1,000                                      | 600        | 7,640    | Á quân, thua trước Novak Djokovic [1]    |
| 3         | 3        | Stefanos Tsitsipas    | 7,840      | 1,300                          | (90)†                                      | 10         | 6,540^   | Vòng 2 bỏ cuộc trước Alexei Popyrin [LL] |
| 4         | 4        | Alexander Zverev      | 7,180      | 400                            | 600                                        | 360        | 6,540    | Bán kết thua trước Daniil Medvedev [2]   |
| 5         | 6        | Andrey Rublev         | 5,150      | 200                            | 90                                         | 10         | 4,950^   | Vòng 2 thua trước Taylor Fritz           |
| 6         | 8        | Casper Ruud           | 3,670      | -                              | (90)†                                      | 180        | 3,760    | Tứ kết thua trước Alexander Zverev [4]   |
| 7         | 10       | Hubert Hurkacz        | 3,366      | -                              | (20)†                                      | 360        | 3,706    | Bán kết thua trước Novak Djokovic [1]    |
| 8         | 9        | Jannik Sinner         | 3,395      | -                              | (45)†                                      | 10         | 3,395^   | Vòng 2 thua trước Carlos Alcaraz         |
| 9         | 11       | Félix Auger-Aliassime | 3,263      | -                              | (45)†                                      | 45         | 3,263    | Vòng 2 thua trước Dominik Koepfer [LL]   |
| 10        | 13       | Cameron Norrie        | 2,900      | -                              | (45)†                                      | 90         | 2,945    | Vòng 3 thua trước Taylor Fritz           |
| 11        | 15       | Diego Schwartzman     | 2,760      | 0                              | 180                                        | 45         | 2,625    | Vòng 2 thua trước Marcos Giron [Q]       |
| 12        | 17       | Pablo Carreño Busta   | 2,365      | -                              | 180                                        | 45         | 2,230    | Vòng 2 thua trước Hugo Gaston [Q]        |
| 13        | 16       | Aslan Karatsev        | 2,392      | -                              | (15)†                                      | 10         | 2,392^   | Vòng 1 thua trước Sebastian Korda        |
| 14        | 20       | Roberto Bautista Agut | 2,260      | -                              | (45)†                                      | 10         | 2,260^   | Vòng 1 thua trước James Duckworth        |
| 15        | 22       | Gaël Monfils          | 2,078      | -                              | (10)†                                      | 90         | 2,158    | Vòng 3 rút lui do chấn thương cơ khép    |
| 16        | 30       | Grigor Dimitrov       | 1,721      | -                              | (10)†                                      | 90         | 1,801    | Vòng 3 thua trước Alexander Zverev [4]   |

† Tay vợt không có điểm bảo vệ ở giải đấu năm 2020. Thay vào đó, điểm tốt nhất của lần 19 được thay thế vào.

^ Vì giải đấu năm 2021 là không bắt buộc, tay vợt thay điểm tốt nhất của lần 19 bằng điểm thắng ở giải đấu.

### Vận động viên khác
Đặc cách:
- Richard Gasquet
- Pierre-Hugues Herbert
- Andy Murray
- Arthur Rinderknech

Vượt qua vòng loại:
- Jenson Brooksby
- Hugo Gaston
- Marcos Giron
- Miomir Kecmanović
- Gianluca Mager
- Tommy Paul
- Mikael Ymer

Thua cuộc may mắn:
- Dominik Koepfer
- Lorenzo Musetti
- Alexei Popyrin

### Rút lui
Trước giải đấu
- Matteo Berrettini → thay thế bởi  Lorenzo Musetti
- Roger Federer → thay thế bởi  Albert Ramos Viñolas
- Cristian Garín → thay thế bởi  Adrian Mannarino
- David Goffin → thay thế bởi  Frances Tiafoe
- Lloyd Harris → thay thế bởi  Alexei Popyrin
- Ugo Humbert → thay thế bởi  John Millman
- John Isner → thay thế bởi  James Duckworth
- Rafael Nadal → thay thế bởi  Ilya Ivashka
- Milos Raonic → thay thế bởi  Benoît Paire
- Denis Shapovalov → thay thế bởi  Mackenzie McDonald
- Dominic Thiem → thay thế bởi  Laslo Đere

Trong giải đấu
- Jenson Brooksby → thay thế bởi  Dominik Koepfer

## Nội dung đôi

### Hạt giống
| Quốc gia | Tay vợt               | Quốc gia | Tay vợt          | Xếp hạng1 | Hạt giống |
| -------- | --------------------- | -------- | ---------------- | --------- | --------- |
| CRO      | Nikola Mektić         | CRO      | Mate Pavić       | 3         | 1         |
| USA      | Rajeev Ram            | GBR      | Joe Salisbury    | 7         | 2         |
| FRA      | Pierre-Hugues Herbert | FRA      | Nicolas Mahut    | 11        | 3         |
| ESP      | Marcel Granollers     | ARG      | Horacio Zeballos | 15        | 4         |
| COL      | Juan Sebastián Cabal  | COL      | Robert Farah     | 25        | 5         |
| AUS      | John Peers            | SVK      | Filip Polášek    | 25        | 6         |
| GER      | Kevin Krawietz        | ROU      | Horia Tecău      | 30        | 7         |
| CRO      | Ivan Dodig            | BRA      | Marcelo Melo     | 31        | 8         |

- 1 Bảng xếp hạng vào ngày 25 tháng 10 năm 2021

### Vận động viên khác
Đặc cách:
- Benjamin Bonzi /  Arthur Rinderknech
- Novak Djokovic /  Filip Krajinović

Thay thế:
- Roberto Bautista Agut /  Alexander Bublik
- Santiago González /  Andrés Molteni

### Rút lui
Trước giải đấu
- Félix Auger-Aliassime /  Hubert Hurkacz → thay thế bởi  Andrey Golubev /  Aslan Karatsev
- Cristian Garín /  Santiago González → thay thế bởi  Fabio Fognini /  Lorenzo Sonego
- Marcel Granollers /  Horacio Zeballos → thay thế bởi  Roberto Bautista Agut /  Alexander Bublik
- Karen Khachanov /  Andrey Rublev → thay thế bởi  Santiago González /  Andrés Molteni

## Nhà vô địch

### Đơn
- Novak Djokovic đánh bại  Daniil Medvedev, 4–6, 6–3, 6–3.

### Đôi
- Tim Pütz /  Michael Venus đánh bại  Pierre-Hugues Herbert /  Nicolas Mahut, 6–3, 6–7(4–7), [11–9]